# Nuoto ai XVIII Giochi del Mediterraneo - 100 metri dorso maschili
La gara dei 100 metri dorso maschili dei XVIII Giochi del Mediterraneo si è svolta il 24 giugno 2018. Al mattino si sono svolte le batterie, mentre la finale si è disputata nel pomeriggio.

## Podio
| Pos. | Atleta                | Nazione |
| ---- | --------------------- | ------- |
|      | Apostolos Christou    | Grecia  |
|      | Simone Sabbioni       | Italia  |
|      | Christopher Ciccarese | Italia  |

## Record
Prima della manifestazione il record del mondo (RM) e il record dei Giochi del Mediterraneo (RG) erano i seguenti.
|  | 51"85 | Ryan Murphy       | 13 agosto 2016 Rio de Janeiro |
|  | 52"38 | Aschwin Wildeboer | 1º luglio 2009 Pescara        |

Durante la competizione non sono stati migliorati record.

## Risultati

### Batterie
| Pos. | Batteria | Corsia | Atleta                     | Nazionalità | Tempo | Note |
| ---- | -------- | ------ | -------------------------- | ----------- | ----- | ---- |
| 1    | 2        | 4      | Simone Sabbioni            | Italia      | 54"72 | Q    |
| 2    | 1        | 7      | Christopher Ciccarese      | Italia      | 54"75 | Q    |
| 3    | 1        | 5      | Youssef Said               | Egitto      | 55"74 | Q    |
| 4    | 3        | 3      | Gabriel José Lopes         | Portogallo  | 55"79 | Q    |
| 5    | 2        | 3      | Jorge Martín               | Spagna      | 56"26 | Q    |
| 6    | 3        | 4      | Apostolos Christou         | Grecia      | 56"64 | Q    |
| 7    | 3        | 5      | Nikolaos Sofianidis        | Grecia      | 56"80 | Q    |
| 8    | 3        | 6      | Anton Lončar               | Croazia     | 56"97 | Q    |
| 9    | 3        | 2      | Anže Ferš Eržen            | Slovenia    | 57"07 |      |
| 10   | 1        | 6      | Ege Başer                  | Turchia     | 57"32 |      |
| 11   | 2        | 5      | Juan Segura                | Spagna      | 57"37 |      |
| 12   | 2        | 6      | Francisco Santos           | Portogallo  | 57"43 |      |
| 13   | 1        | 3      | Geoffroy Mathieu           | Francia     | 57"54 |      |
| 14   | 2        | 7      | Driss Lahrichi             | Marocco     | 57"77 |      |
| 15   | 1        | 2      | Filippos Iakovidis         | Cipro       | 57"98 |      |
| 16   | 2        | 2      | Ryad Bouhamidi             | Algeria     | 58"51 |      |
| 17   | 3        | 7      | Tryfonas Hadjichristoforou | Cipro       | 58"67 |      |

### Finale
| Pos. | Corsia | Atleta                | Nazionalità | Tempo | Note |
| ---- | ------ | --------------------- | ----------- | ----- | ---- |
|      | 7      | Apostolos Christou    | Grecia      | 54"68 |      |
|      | 4      | Simone Sabbioni       | Italia      | 54"77 |      |
|      | 5      | Christopher Ciccarese | Italia      | 54"77 |      |
| 4    | 1      | Nikolaos Sofianidis   | Grecia      | 55"23 |      |
| 5    | 6      | Gabriel José Lopes    | Portogallo  | 55"77 |      |
| 6    | 2      | Jorge Martín          | Spagna      | 55"88 |      |
| 7    | 8      | Anton Lončar          | Croazia     | 56"22 |      |
| 8    | 3      | Youssef Said          | Egitto      | 56"48 |      |